# Khazri Buzovna
Khazri Buzovna was een Azerbeidzjaanse voetbalclub uit de stad Buzovna. De club promoveerde in 1994 voor het eerst naar de hoogste klasse. Het volgende seizoen werd Khazri vicekampioen en mocht zo deelnemen aan de Uefacup, daar werd de club echter vernederd door het Poolse Hutnik Kraków dat een 9-0-overwinning behaalde. Khazri kon de eer enigszins redden door in de terugwedstrijd gelijk te spelen. In 1996/97 werd de club nog derde maar in seizoen 1997/98 trok de club zich na 8 wedstrijden terug uit de competitie en werd in 1998 opgeheven.

## Khazri in Europa
- 1Q = eerste voorronde, PUC = punten UEFA coëfficiënten

Uitslagen vanuit gezichtspunt Khazri Buzovna
| Seizoen | Competitie | Ronde | Land           | Club          | Totaalscore | 1e W    | 2e W    | PUC |
| ------- | ---------- | ----- | -------------- | ------------- | ----------- | ------- | ------- | --- |
| 1996/97 | UEFA Cup   | 1Q    | Vlag van Polen | Hutnik Kraków | 2-11        | 0-9 (U) | 2-2 (T) | 1.0 |

Totaal aantal punten voor UEFA coëfficiënten: 1.0